# Sant Andreu de la Barca
Sant Andreu de la Barca è un comune spagnolo di 27 303 abitanti situato nella comunità autonoma della Catalogna.